# Goruia

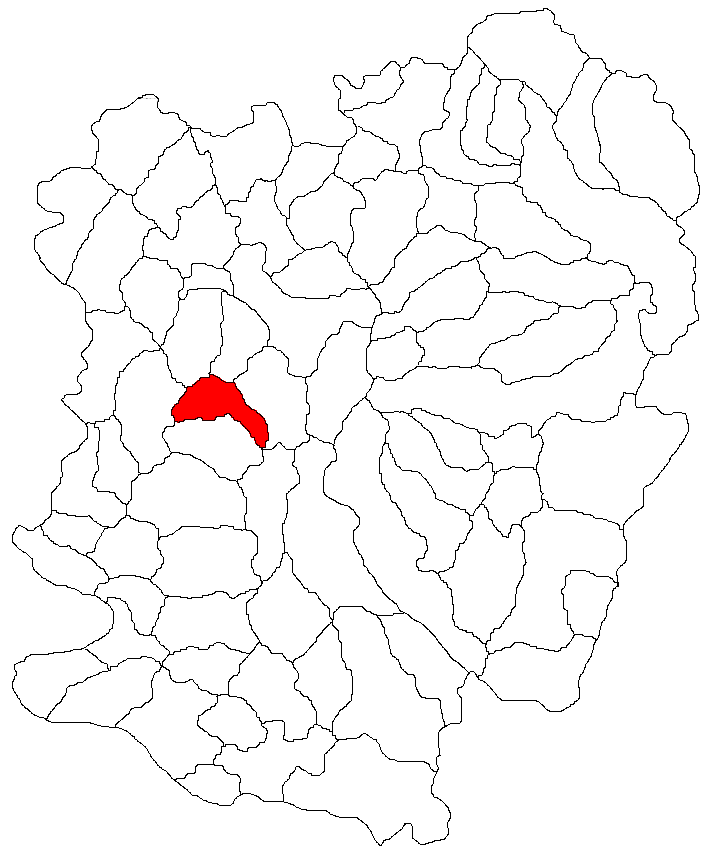
Lage der Gemeinde Goruia im Kreis Caraș-Severin

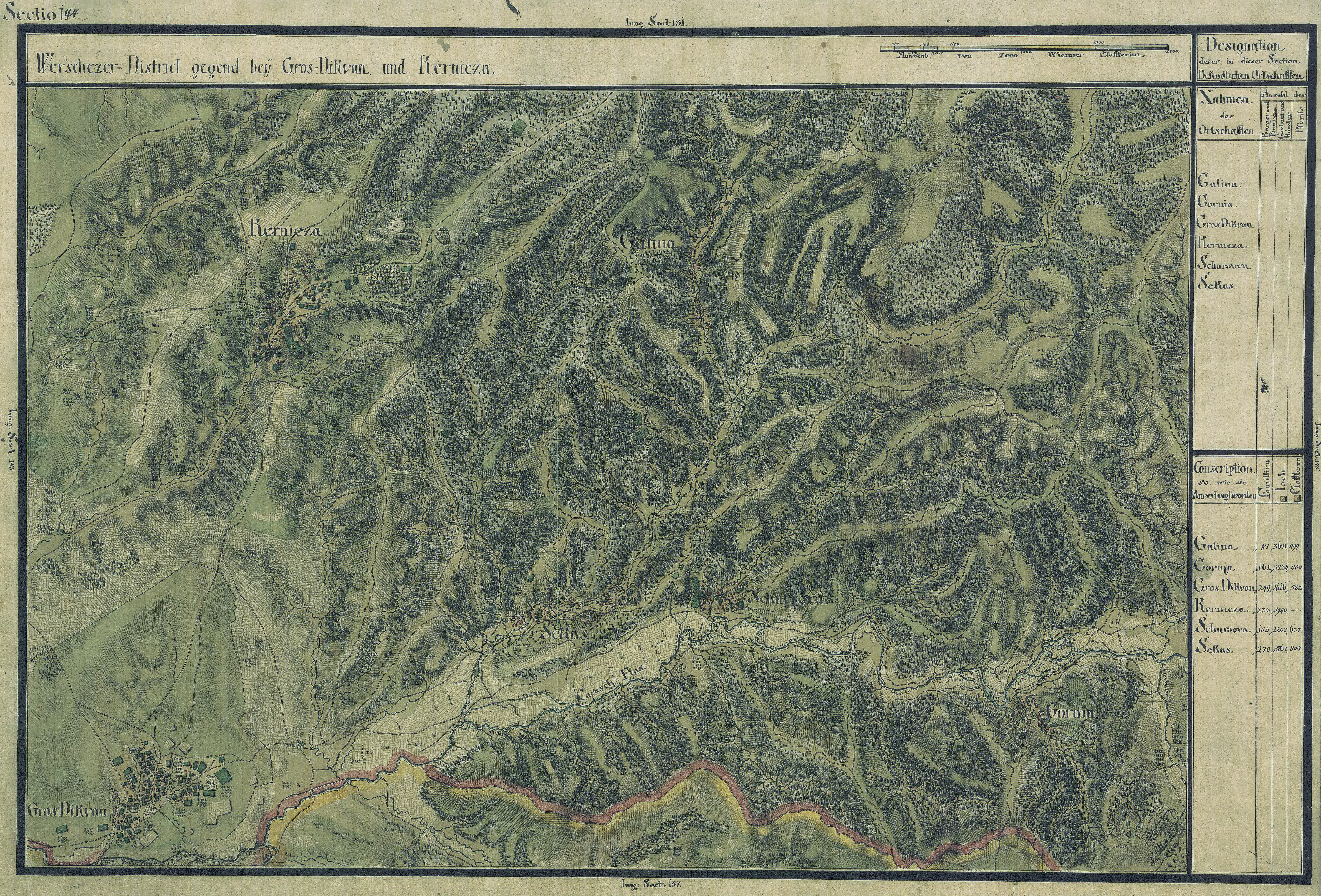
Goruia auf der Josephinischen Landaufnahme

Goruia (volkstümlich Gruia; deutsch Goruja, ungarisch Gorony auch Garulya) ist eine Gemeinde im Kreis Caraș-Severin, in der Region Banat, im Südwesten Rumäniens. Zu der Gemeinde Goruia gehören auch die Dörfer Gârliște und Giurgiova.

## Geografische Lage
Goruia liegt im Südwesten der Carașova-Senke, am Südosthang des Dognecea-Gebirges und am Nordhang des Anina-Gebirges, am oberen Lauf der Caraș.

## Nachbarorte
| Calina    | Rafnic                                      | Nermed   |
| Giurgiova | Kompassrose, die auf Nachbargemeinden zeigt | Carașova |
| Jitin     | Ciudanovița                                 | Gârliște |

## Geschichte
Im Laufe der Jahrhunderte traten verschiedene Schreibweisen des Ortsnamens in Erscheinung: 1437 Garulia, 1597 Gorwya, 1690–1700 Goruny, 1723 Goruje, 1808 Goruja, 1913 Gorony 1919 Goruia.
Eine erste urkundliche Erwähnung stammt aus dem Jahr 1437, als der Knez Peter von Garulia wegen unbefugten Betretens des Guts des Grundbesitzers Heem verurteilt wurde.
Auf der Josephinischen Landaufnahme von 1717 ist Goruia eingetragen. Nach dem Frieden von Passarowitz (1718) war die Ortschaft Teil der Habsburger Krondomäne Temescher Banat.
Infolge des Österreichisch-Ungarischen Ausgleichs (1867) wurde das Banat dem Königreich Ungarn innerhalb der Doppelmonarchie Österreich-Ungarn angegliedert.
Der Vertrag von Trianon am 4. Juni 1920 hatte die Dreiteilung des Banats zur Folge, wodurch Goruia an das Königreich Rumänien fiel.

## Bevölkerungsentwicklung
| 1880 | 3744 | 3691 | 3  | 32 | 18 |
| 1910 | 3179 | 3113 | 26 | 32 | 8  |
| 1930 | 2656 | 2588 | 10 | 15 | 43 |
| 1977 | 1472 | 1455 | 1  | 7  | 9  |
| 2002 | 951  | 885  | 2  | 7  | 57 |
| 2021 | 660  | 885  | 2  | 7  | 57 |